# Art Tower Mito

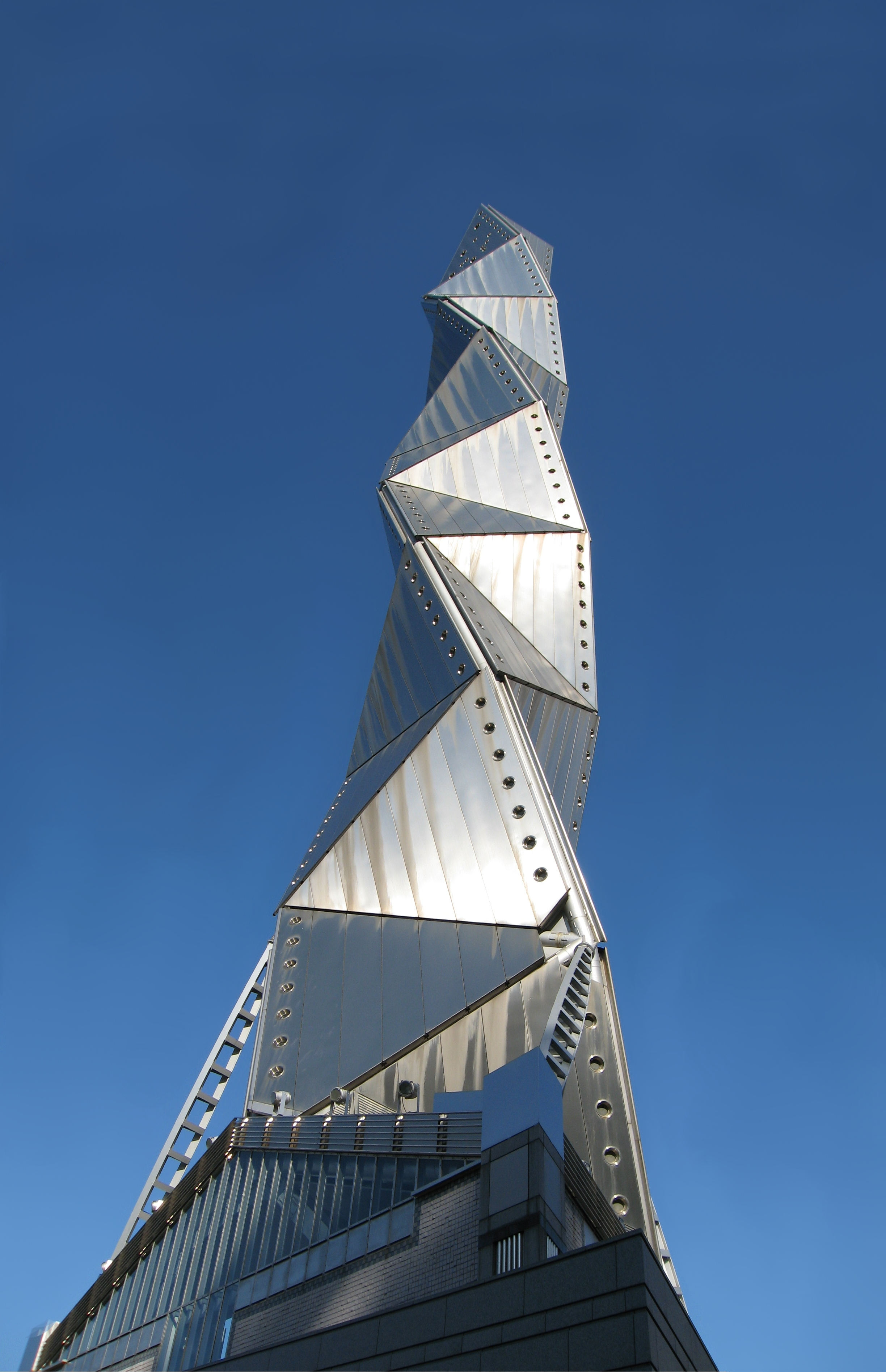
L'Art Tower Mito

L'Art Tower Mito (水戸芸術館, Mito Geijutsukan) est un complexe d'art situé dans la ville de Mito, préfecture d'Ibaraki au Japon. Il est inauguré au mois de mars 1990 dans le cadre des célébrations du centenaire de la municipalité de Mito. D'une superficie de 22,432 m2, le bâtiment d'un coût à la construction de 9 711 million de ¥, comprend une salle de concert de 680 places, un théâtre de 636 sièges, une galerie d'art contemporain et une tour emblématique. Arata Isozaki en est l'architecte et la société Nagata Acoustics est responsable de l'environnement acoustique,,.